# Gringo

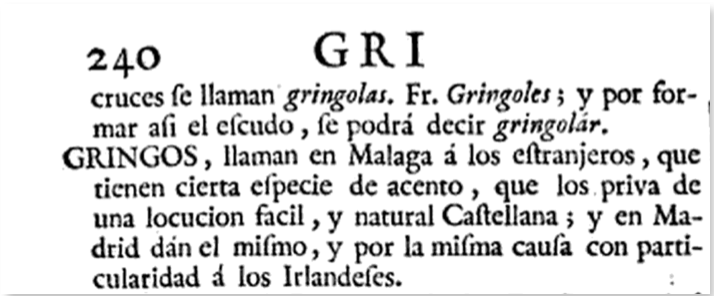
Primera mención del término «gringos», descrito como un regionalismo malagueño. Diccionario castellano de Esteban Terreros (1787).

Gringo (f. gringa) es un término usado regionalmente en Iberoamérica para referirse, principalmente, a extranjeros de habla inglesa o aquellos con una lengua ininteligible para un hispanohablante. Por extensión, suele designar a personas de origen estadounidense o a cualquier extranjero ajeno a la cultura iberoamericana. Adicionalmente, en España se utiliza el término «guiri» de manera coloquial para referirse a turistas extranjeros.

## Etimología
La etimología de «gringo» es discutida. Hay menciones del término «gringo» en textos españoles desde el siglo xviii, el primero de ellos en el Diccionario castellano de Esteban Terreros escrito hacia 1760, donde se refiere a quienes hablan el español con acento extranjero y en especial a los irlandeses. Según el etimólogo español Joan Corominas, «gringo» deriva de la palabra española griego, refiriéndose a un lenguaje que no se puede entender cuando lo pronuncia alguien como segunda lengua (como en la expresión inglesa «that's Greek to me»: «eso es griego para mí») y por extensión a personas que hablan cualquier otro idioma que no sea español, de manera similar a términos como bárbaro (βάρβαρος) en griego clásico. Se origina en el proverbio medieval usado en los scriptoria y universidades: «Graecum est; non legitur» («Es griego; no se lea») en referencia a las porciones del Corpus iuris civilis redactadas en esa lengua.
Según Corominas, la derivación de griego a gringo requirió dos etapas, en primer lugar: griego > *grigo y luego: *grigo > gringo. Hace notar que el primer cambio es habitual en español (cita como ejemplo el cambio de priesa a prisa) pero que no encuentra analogías para el segundo, salvo la del francés antiguo (por ejemplo, el nombre Gregoire o Grigoire se convirtió en Gringoire o Gringore). Considera, sin embargo, que la adición de -n- por epéntesis, es común en las formas coloquiales del español, por ejemplo, de *gordiflón a gordinflón, añadiendo que es posible que en el caso *grigo > gringo hubiera una influencia semántica de jeringonza, forma alternativa de jerigonza. Al respecto, el mismo Corominas cita el Quijote: «esto para los labradores era hablarles en griego o en gerigonça»
Antonio de Capmany, en su Diccionario, refiere directamente la palabra a «griego»: «hablar en griego, en guiri-gay, en gringo» y como comparación con el francés hebreu, ‘hebreo’, que se usa como sinónimo de ininteligible: «Gringo, griego: aplícase a lo que se dice o escribe sin entenderse». Tanto Icazbalceta como Eleuterio Tiscornia en su Martín Fierro anotado proponen, basados en el comentario de Terreros según el cual «gringo» se aplicaba sobre todo a los irlandeses, un origen irlandés: «Erin go bragh» (forma anglicizada de «Éirinn go Brach», «¡Por siempre Irlanda!»), lema usado por los irlandeses exiliados en España.
Rodrigo Martínez Baracs, del Instituto Nacional de Antropología e Historia, propone a modo de hipótesis sin comprobar, un posible origen francés (o bien una contaminación) a partir del término denigratorio gringalet, 'hombre de cuerpo débil, pequeño y delgado', que pudo ser introducido en España por los franceses para denominar a los ingleses durante la Guerra de los Siete Años.

### Etimologías populares
Existen varias versiones de etimología popular sobre el origen del término, casi todas vinculadas a las tensas relaciones entre los Estados Unidos y México en el siglo XIX. Sin embargo, «gringo» ya se usaba desde el siglo xviii en España, México y el resto de América Española, para designar a quien hablaba español de modo ininteligible, incluso ocasionalmente a los indígenas. Ninguna de estas versiones tiene apoyo documental y fueron refutadas ya por Icazbalceta a fines del siglo XIX. Las leyendas más comunes son:
- Durante la intervención estadounidense en México, los batallones de Estados Unidos supuestamente se identificaban por medio de colores, si bien ninguna fuente lo indica. En el campo de batalla el comandante del batallón verde gritaba: «Green, go!», «¡Adelante, los verdes!», para ordenar el avance; los mexicanos imitaban de manera burlesca este grito de donde surgió el sobrenombre de «gringo» para designar a sus enemigos, o bien expresaban su disgusto ante la invasión exclamando «Green go!», en este caso, «¡Fuera verdes!».[20]

- En algunos relatos se indica que los soldados extranjeros cantaban una tonada que comenzaba: «Green grows...» (se suele indicar a la canción «Green Grow the Rushes», o bien «Green Grow the Lilacs»), y cuyo estribillo dio origen a «gringo». A veces se coloca esta anécdota en Texas, antes de la guerra,[21][17] o bien en Buenos Aires, durante las Invasiones Inglesas de 1806.[22]

- Una versión alternativa lo vincula con los irlandeses desertores del ejército estadounidense quienes formaron el batallón de San Patricio, cuyos uniformes eran verdes.[23] Los mexicanos se referían a ellos como los green, de donde provino «gringo», y quizás también por cantar la tonada «Green grows...», como en la versión anterior. También se ha propuesto como etimología el presunto lema del mencionado batallón: «Erin go bragh», «¡Por siempre Irlanda!» (véase más abajo la sección «Origen»). Como estos soldados eran físicamente parecidos al tipo anglosajón, la palabra se hizo sinónimo de «estadounidense».

- Una tercera versión sostiene que ciertos batallones estadounidenses eran llamados «casacas verdes» en inglés: green coats, pronunciado grin gous como burla, lo que derivó en «gringo». No obstante, aunque el ejército estadounidense tuvo algunos uniformes verdes,[24] durante la guerra mexicano-estadounidense sus uniformes eran de color azul.[25][24]

- También existe la leyenda de que los ganaderos estadounidenses buscaban el pasto verde para su ganado, por lo cual cruzaban la frontera en dirección a México y les preguntaban a los lugareños de la zona dónde había pasto verde, en inglés green grass, de donde provino el nombre.[26]

## Origen
En principio, «gringo» significaba simplemente ‘extranjero que habla español de modo ininteligible’, y se utilizaba en España durante la penúltima década del siglo xviii; como aparece en el Diccionario castellano de Terreros de 1787: «Gringos: llaman en Málaga a los extranjeros, que tienen cierta especie de acento, que los priva de una locución fácil y natural castellana; y en Madrid dan el mismo, y por la misma causa, con particularidad a los irlandeses».
En varios países hispanoamericanos, «gringo» pasó a designar, a menudo de manera despectiva, a los extranjeros que no hablaban castellano; ingleses, sobre todo, pero también de otros países europeos. El paso del término de Europa a América es datado en el mismo siglo xvii; al respecto, el filólogo e historiador Rodrigo Martínez Baracs cita testimonios mexicanos que recogen la expresión «me meto a gringo» con el significado de alistarse en las milicias de origen extranjero enviadas a Nueva España hacia 1760, con lo que concluye que «el término gringo se introdujo a México, probablemente de la isla de Cuba, a partir de la llegada a Veracruz de los regimientos de veteranos europeos en noviembre de 1764».
A mediados del siglo xix, se incrementó la presencia de europeos en los países hispanoamericanos, tanto por el comercio, como por la inmigración, y el uso de gringo para denominarlos se volvió habitual, como testimonian los vocabularios de la época y la literatura desde por lo menos 1830.
En el poema argentino Martín Fierro de 1872, hay numerosas referencias al gringo como un extranjero, sobre todo de origen italiano, carente de las habilidades y costumbres del gaucho.
En sus primeras menciones del vocablo, el DRAE definió a gringo como un término derivado de griego, de carácter despectivo y aplicado especialmente a los extranjeros de habla inglesa. En las definiciones más recientes (desde 1992) se eliminó la marca «despectivo» sustituyéndola por «coloquial», pero mantuvo que se aplicaba sobre todo a los hablantes de inglés. Además, se dejó de lado la etimología a partir de «griego» y se la reemplazó por «discutida».

## Uso
En España el uso del vocablo se ha visto algo reducido frente a "yanqui" y "guiri" (que también se usa para británicos y personas del centro y norte de Europa). En la mayor parte de los países de Iberoamérica suele designar al extranjero, pero con distintos matices. Predomina como denominador común de los estadounidenses, británicos y europeos occidentales de lenguas no latinas. En el Río de la Plata, es más habitual que se refiera a italianos y sus descendientes.

### Brasil
En Brasil, el vocablo «gringo» se aplica a cualquier extranjero, sin importar su nacionalidad, la palabra aparece atestiguada desde 1913 y fue tomada del Río de la Plata donde, sin embargo, el término nunca se aplicaba a los portugueses o brasileños, por considerarse comprensible su lenguaje.

### Chile
En Chile el término «gringo» designa coloquialmente, en términos muy amplios, a los hablantes de inglés principalmente estadounidenses, alemán o algún idioma nórdico. Jamás se aplica a italianos, españoles o portugueses, y muy rara vez a franceses («franchutes») u otros centroeuropeos. No obstante, también se aplica a los eslavos, como los croatas, quienes emigraron en gran número al país, o a los rusos; a cuyos descendientes se los sigue llamando, amistosamente, «gringos». El neologismo «gringolandia» se usa para referirse solamente a los Estados Unidos. De ordinario la palabra no tiene una carga despectiva, como en general sí la tiene «yanqui»; aunque esto varía según el contexto.

### Cuba
En Cuba se ha usado como sinónimo despectivo de «estadounidense», principalmente en épocas pasadas. Desde los años setenta se utiliza más la palabra «yanqui», y en la población común se emplea la palabra yuma. Antes la palabra «gringo» servía para asustar a los niños: «Duérmete que por ahí viene el gringo», y en la población campesina se solía transformar la palabra por «gríngalo». Este gentilicio despectivo pudo referirse también a cualquier extranjero, ya que eran frecuentes los inmigrantes de cualquier nación distribuidos en numerosas colonias para trabajar en las plantaciones de caña durante las zafras azucareras.

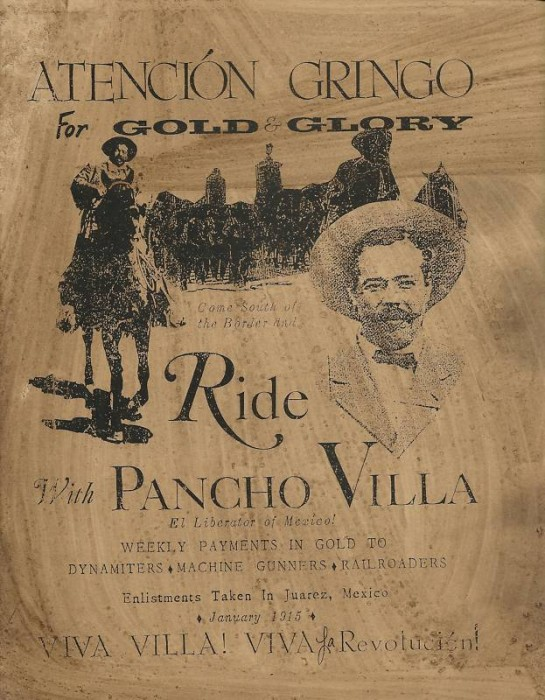
Cartel en inglés de reclutamiento de Pancho Villa (1915), usando el término gringo como apelación a los «aventureros» estadounidenses.

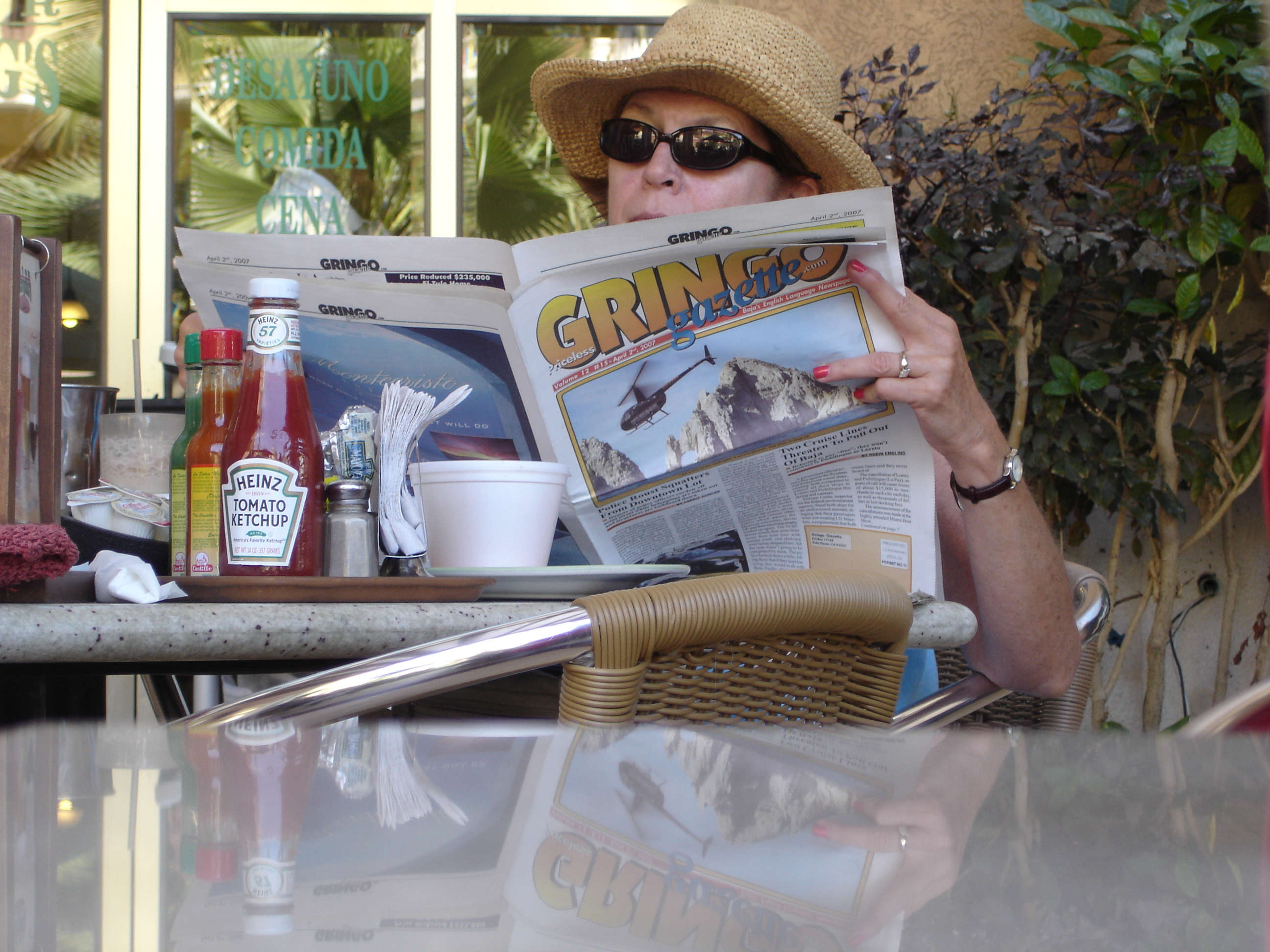
Gringo Gazette, periódico en inglés dirigido a los estadounidenses residentes en Baja California y Baja California Sur, México.

### México
En México, desde finales del siglo xix, el uso de «gringo» se restringe al estadounidense, a menudo, pero no siempre, de manera despectiva o con displicencia. El término aparece mencionado en su acepción de «lenguaje incomprensible» a partir del siglo xviii (1789) y hasta la década de 1830, pero también para indicar a las tropas extranjeras, en un primer momento, venidas de España en la segunda mitad del siglo xviii. Un texto publicado en México, pero escrito por un español, denigra a un mexicano sonorense por hablar «gringo», en referencia a la lengua indígena. Después de la Guerra con los Estados Unidos, gringo comienza a usarse para los ciudadanos de ese país, con expresiones como «americano gringo» o simplemente «gringo», atestiguada como de uso popular en Tepetitlán en 1849. A partir de entonces, y dado el contacto permanente entre ambos países, gringo pasó a designar exclusivamente al estadounidense y se convirtió en el gentilicio más usado en el país después de «mexicano».

### Río de la Plata
En Argentina y Uruguay, la palabra «gringo» se utiliza sobre todo para hacer referencia a los inmigrantes europeos que llegaron en grandes cantidades a esos países durante los siglos xix y xx, en especial a los de origen italiano («tanos»), pero también británicos. Además, se usa para referirse a los descendientes de dichos inmigrantes o, en general, para las personas descendientes de extranjeros cuyo fenotipo coincide con los de la Europa central y nórdica. Desde comienzos del siglo xx, el término carece de connotación despectiva, y adquirió progresivamente un uso coloquial amigable e incluso positivo, como sinónimo de inmigrante honesto y trabajador.
En el ámbito rioplatense la palabra «gringo» no se aplica al estadounidense, para denominar al cual se prefiere usar «yanqui», a veces, pero no siempre, de manera despectiva.

#### Pampa gringa
En la Argentina se utiliza la expresión «Pampa gringa», para denominar el hinterland de los puertos de Santa Fe y Rosario, donde se asentaron numerosas colonias de origen europeo, sobre todo de población italiana.

### Otros países de América
En Honduras, Perú y la República Dominicana, «gringo» suele usarse para referirse a una persona cuyos rasgos corresponden a un fenotipo característico del norte y centro de Europa o bien a un estadounidense con esos mismos rasgos; puede tener connotaciones negativas, neutras o positivas según el contexto. Asimismo, sirve para nombrar a alguien de difícil entendimiento: «te haces el gringo». En algunos departamentos de Bolivia, como Chuquisaca y Tarija se llama gringo a quien habla inglés. En Puerto Rico, Ecuador, Venezuela y Colombia, se aplica exclusivamente a los oriundos de Estados Unidos, en especial si poseen rasgos físicos europeos.
En Paraguay la palabra "gringo" no se usa con tanta frecuencia como en otros países latinoamericanos, aunque sí se entiende como referencia a extranjeros, especialmente aquellos de habla inglesa o de Estados Unidos. La razón principal de su menor uso radica en la historia y las dinámicas culturales propias del país en donde utilizar apodos con adjetivos puede sonar rudo o incluso verse de muy mala educación.